# Quratulain Balouch
 (septembre 2023).
Quratulain Balouch (en ourdou : قرۃ العین بلوچ) est une autrice-compositrice-interprète pakistano-américaine,. Également connue sous le nom de QB ou Humsafar Girl, elle devient populaire avec son titre "Woh Humsafar Tha" dans la série Humsafar de Hum TV.

## Carrière
Quratulain Balouch n'a aucune éducation musicale. Elle grandit en écoutant Nusrat Fateh Ali Khan, Muhammad Juman, Pathanay Khan et d'autres.
Sa carrière de chanteuse commence avec sa reprise de "Ankhian Nu Ren De" de Reshma en 2011. Elle devient célèbre lorsqu'elle joue aux côtés de Jal dans la chanson "Panchi" dans le cadre de la saison 4 de Coke Studio,, puis gagne encore en popularité avec sa performance primée "Woh Humsafar Tha" pour la série dramatique Humsafar de 2011.
En 2012, elle représente son pays lors d'un concert avec l'orchestre philharmonique de la BBC,. En 2016, elle fait ses débuts à Bollywood avec la chanson « Kaari Kaari » dans le film Pink.